# Rozellomyceta
A Rozellomyceta a gombák országának parazita alországa. 2 kládja van, a Rozellida és a kisspórások (Microsporidia).

## Történet

### Előtörténet

#### Rozellida
A Rozellát Maxime Cornu írta le 1872-ben Monographie des Saprolégniées című tanulmányában, és a „rögzülő rajzóspórás gombák” csoportjába sorolta 4 fajjal.:148 Ehhez a Rozellidát 2010-ben írták le Lara et al., meghatározását Karpov és Aleosin 2014-ben módosították. A Microsporidiát 1882-ben írta le Balbiani.
A Rozellida névre 2011-ben M. D. M. Jones és T. A. Richards a Cryptomycota, 2013-ban Doweld a Rozellomycota, 2017-ben Karpov  et al. a Rozellosporidia, 2018-ban Tedersoo  et al. a Rozellomycotina szinonimákat írták le.

#### Kisspórások
A kisspórásokat Édouard-Gérard Balbiani fedezte fel 1882-ben. Bár legtöbb faja nem rendelkezik mitokondriummal, egyes fajaiban kimutattak mtDNS-t, melynek hossza a Paramicrosporidium saccamoebae esetén például 25 401 bp.

#### A kisspórások és a Rozellida közös csoportban
A kisspórásokat és a Rozellidát 2014-ben az Opisthosporidia csoportba sorolták Karpov, Aleosin és Mihailov az Aphelidea kláddal együtt. Tedersoo  et al. az Opisthosporidiáról kimutatták, hogy parafiletikus, mert a valódi gombákat (Eumyceta) nem tartalmazza, ezért azt 2 kládra bontották.

### A Rozellomyceta felfedezése után
2018-ban Tedersoo  et al. filogenetikai úton kimutatták, hogy az Opisthosporidia parafiletikus csoport, mert nem tartalmazza az Eumyceta kládot, mely az Aphelidea testvércsoportjának bizonyult, és létrehozták a Rozellomycetát a Rozellidával és a kisspórásokkal, valamint az Aphelidiomyceta kládot az Aphelideával.
A Rozellidát Adl  et al. 2012-es összefoglaló eukarióta-rendszertana még nem sorolta a gombák közé, ezzel szemben a 2019-es rendszertan már igen. Ezzel szemben a kisspórások mindkét rendszertanban a gombák kládjaként szerepeltek.
Galindo et al. 2023-ban a Rozellomyceta szinonimájaként az Opisthophagea nevet használták, míg az Aphelidea–Eumyceta kládot Phytophageának nevezték el.

## Genetika

### Egyszerűsödés
Az Opisthokonta közös ősében megtalálható, egyes proteolízis-folyamatokat lehetővé tevő γ-szekretáz-komplexszel nem rendelkező 3 gombaklád egyike – a másik két klád a Dikarya és az Olpidium.
A különböző nukleotid- és aminosavbioszintézis-gének elvesztése alapján a Rozellomyceta gazdájától erősen függ a fehérjeszintézis és a DNS-replikáció terén egyaránt.
Bár a kisspórások általában nem rendelkeznek mitokondriummal, és mitoszómáikban gyakran nincs genom, egyes fajai rendelkeznek mitokondriális genommal, ahol akár az elektrontranszportlánc legtöbb fehérjéje jelen lehet: a Paramicrosporidium saccamoebae mtDNS-e például rendelkezik NADH:ubikinon-oxidoreduktáz-, citokróm c-reduktáz-, citokróm c-oxidáz- és ATP-szintáz-génnel, az elektrontranszportláncból csak a szukcinát-dehidrogenáz génje nincs benne, de a magi genomban ez is megvan. A ferredoxin és az ubikinon-reduktáz a szukcinát-dehidrogenázhoz hasonlóan a magi genomban található. Ez, valamint az, hogy a Rozella allomycis és a Mitosporidium daphniae I. komplexe redukálódott, arra utal, hogy a klád mitokondriumai egymástól függetlenül redukálódtak, és közös ősei korábban nem paraziták voltak, vagy egyes Rozellomyceta-fajok ma se azok. Mind a Rozellida, mind a Microsporidia fajai vesztettek aminosavbioszintézis-utakat. Nem ismert, hányszor vesztette el a Rozellomyceta az ostorokat, de a poláris fonál nem rendelkezik állandósult génszinténiával, tehát többször alakulhatott ki.

### Szerzett gének
A Paramicrosporidium saccamoebae 2 permeázgénnel rendelkezik, feltehetően a gazdaamőbától igényelt több aminosav miatt.
Az ATP/ADP-transzlokáz-család egyes feltételezések szerint a Rozellomyceta közös ősében alakult ki, és a Metchnikovellidae egy kládja vesztette el, mások – például Galindo et al. 2018-as tanulmánya – szerint a Metchnikovellidae kialakulása után is szerezhette annak testvércsoportja. A Rozellida és a kisspórások egymástól függetlenül többször szereztek mangán-szuperoxid-dizmutázt (MnSOD) baktériumoktól.

## Filogenetika
A Rozellida és a kisspórások közti határok Galindo et al. 2018-as tanulmánya szerint „homályosak”, a két klád rendszertana eszerint jelentős változtatásokat igényel.
Mind a Rozellidával, mind a Microsporidiával több rokon környezeti DNS-szekvencia ismert talajban, édes- és tengervízben egyaránt.
Quandt et al. 2017-es tanulmánya szerint a Rozellomycota parafiletikus lehet.

## Morfológia

### Rozellida
Vegetatív sejtjei gazdájuk sejtszervecskéi körül állábakat alkotó amőbák, zoospórái egyértelmű rizoplasztú, hosszú kinetoszómájú hátulsó ostorral rendelkeznek. 1 nagy, gömbölyű mitokondriuma van, nyugvó spórái vastag falúak, csak egyes életszakaszokban van kitinfal. A gazdasejteket csíracsővel fúrja át.
A Rozellida zoospórái 1 hátulsó ostorral rendelkező egysejtűek, életciklusa trofikus szakaszai feltehetően a parazita életmód miatt nem rendelkeznek kitin sejtfallal, lehetővé téve a fagotróf életmódot – a többi gomba jobbára ozmotróf.

### Microsporidia
A kisspórásokban általában nincs mitokondrium – az mitoszómává redukálódott –, peroxiszóma, kinetoszóma, centriólum és ostor, centroszómájukon plakk van. A gazdasejt átfúrásához speciális extruzív poláris csövet használ. Kládjai morfológiailag többnyire rosszul meghatározottak. A Rozellidához hasonlóan spórái rendelkeznek kitinfallal, de ekörül van egy külső fehérjefal. Egyes fajok, például a mag közelében élő P. saccamoebae működő mitokondriumot tartottak fenn
Spórái általában rendelkeznek tekercselt poláris fonállal, polaroplaszttal.

## Életmód
Mind a Rozellida, mind a kisspórások jobbára sejtben élő paraziták: előbbi más gombákon (például Chytridiomycota, Blastocladiomycota, bazídiumos gombák), peronoszpóraféléken és Gregarinasina-fajokon él, utóbbi elsősorban állatokon, de élhet például az Amoebozoa, a csillósok és az Apicomplexa fajain is. Egyes Rozellida-fajok a sejten belül a magot támadják, és fagocitózissal kiveszik a környezetükből a sejtszervecskéket.

## Életciklus
A Rozellida holokarpikus, zoospórái egysejtűek és egyostorúak, cisztái rendelkeznek kitin sejtfallal.
A Microsporidia életciklusában általában merogóniás szaporodás található, de a Metchnikovella incurvata nem merogóniával szaporodik, és 2 sporogónia – 1 szabad és 1 zsákhoz rögzült – jellemzi.